# Liste des personnages d'Avatar, le dernier maître de l'air
Cet article donne la liste des Personnages d'Avatar, le dernier maître de l'air :

## Personnages principaux

### Aang
Voix française : Gwenaël Sommier
Âgé de 12 ans, il est le dernier Maître de l'Air et le nouvel Avatar. Ayant passé 100 ans prisonnier d'un iceberg, dans un état de biostase, il a aujourd'hui 112 ans, mais n'a pas pris une ride. Il est le personnage principal de la série. En tant qu'Avatar, il doit maîtriser les Quatre Éléments pour arrêter la guerre déclenchée par la Nation du Feu et le seigneur du feu Ozai et ramener la paix et l'harmonie entre les Quatre Peuples.
Aang adore voyager et il est toujours heureux d'apprendre de nouvelles choses. Il adore les animaux, il possède un certain lien avec eux. Malgré ses 112 ans, il a encore un esprit de garçon de 12 ans. Il ne manque donc jamais une occasion nide s'amuser. Il est amoureux de Katara et est en couple avec elle à la fin de la série. 

### Katara
Voix française : Laura Préjean
Jeune fille de 14 ans, apprentie Maître de l'Eau au début de la série. Elle se perfectionne en suivant les leçons du grand Maître Pakku, au Pôle Nord. Enfin, elle apprend une autre maitrise, celle du sang.
Katara est mature et responsable. Elle se préoccupe des autres et elle est prête à mener le groupe quand les choses tournent mal. Elle est aussi le Maître de Aang dans son apprentissage de la Maîtrise de l'Eau. Elle a été très marquée par la mort de sa mère, tuée par la Nation du Feu. Elle porte un collier qu'elle lui a offert pour ne jamais oublier qui est la cause de cette souffrance. À la fin de la saison 3, elle devient la petite amie de Aang après la fin de la guerre.

### Sokka
Voix française : Tony Marot
Âgé de 15 ans, c'est un guerrier de la Tribu de l'Eau du Pôle Sud et le frère de Katara. Contrairement à Aang, Katara et Toph, Sokka ne contrôle pas d'élément, mais la série lui laisse plusieurs opportunités de démontrer sa principale qualité : son esprit d'invention. Plutôt piètre soldat au début, ses aventures lui permettent d'améliorer ses capacités, notamment lorsqu'il rencontre les guerrières Kyoshi, dont il suit l'enseignement. Il affûta également ses capacités de guerrier auprès d'un maître de l'épée.
Sokka se décrit comme « sarcastique ». Il est fier de sa résistance mentale et physique, bien qu'il soit souvent éclipsé par la capacité des autres à contrôler un élément.
Il est d'abord attiré par une guerrière Kyoshi du nom de Suki mais il doit partir, ils sont séparés.Il rencontre ensuite la princesse Yue il en tombe immédiatement amoureux mais elle se sacrifie pour ressusciter l'esprit de la Lune. Il finit par retrouver Suki.

### Zuko
Voix française : Alexis Tomassian
Fils du Seigneur du Feu âgé de 16 ans, il a été banni. Il a autrefois dérangé le Conseil de Guerre de la Nation en critiquant oralement un plan qui aurait entraîné la mort de toute une légion de jeunes soldats. En plus de cette insolence, il provoqua l'instigateur du projet en duel, persuadé de pouvoir le battre. Cependant, le véritable ordonnateur se trouva être son propre père. Le jour du combat, dès qu'il s'en aperçut, Zuko présenta ses excuses. Ozai, irrité par cette marque de faiblesse, le défigura et le condamna à l'exil. Il ne pourra revenir et retrouver son honneur qu'en capturant l'Avatar.
Cependant, pour capturer ce dernier, il est prêt à contrecarrer les plans de l'amiral Zhao, un militaire de haut rang de la nation du feu, lors du siège du Nord. Ce comportement, doublé de l'échec du siège, fait qu'il s'enlève toute possibilité de recouvrer son honneur, et sa propre sœur est envoyée pour lui régler son compte une fois pour toutes. Arrivé à Ba Sing Se, il mène une vie de simple serveur aux côtés de son oncle Iroh dans un salon de thé, jusqu'à ce qu'Azula le retrouve et le convainc de s'en prendre à l'Avatar. Une fois Aang neutralisé, il est réhabilité et revient à la cour du Seigneur du Feu.
Au fil des épisodes, certaines questions envahissent Zuko. Il s'interroge sur le but de sa vie et montre différentes facettes de sa personnalité. Du moins, un certain temps… Il ne sait pas dans quel camp se situer : celui de son père ou celui de l'avatar, confusion qui s'accentue encore lorsqu'il apprend qu'en plus de descendre de la lignée des Seigneurs du Feu, il est le descendant de l'Avatar Roku par sa mère, dont la disparition le marquera durant son enfance. Finalement, il se rallie à l'avatar et devient son professeur dans la Maîtrise du Feu. Quand Aang part arrêter Ozaï, Zuko part stopper sa sœur et après l'avoir vaincu, il devient le nouveau Seigneur du Feu et se fiance avec Mei.

### Toph
Voix française : Lucile Boulanger
Fille aveugle âgée de 12 ans, elle est un Maître de la Terre exceptionnel. En raison de sa cécité, ses parents l'ont vue comme une petite fille impuissante et délicate, mais c'est faux  : elle voit grâce aux vibrations qu'elle perçoit au contact avec son élément. Elle a fui la demeure familiale et s'est jointe à la bande de l'Avatar (dans l'épisode 6 La fripouille aveugle, Livre 2). Elle enseigne à Aang la Maîtrise de la Terre.
Toph est férocement indépendante et elle est fière de sa Maîtrise de la Terre. Elle a une certaine aversion pour les règles qu'elle trouve absurdes. Disposant d'excellentes aptitudes au combat, elle est - de par ses origines familiales - très au fait des usages et habitudes de la haute société. Surprotégée par des parents qui la considéraient comme  faible, elle en a conçu une aversion croissante pour le moindre geste de pitié envers elle, même dans le cas d'un geste amical. Malgré son courage et sa détermination, il lui arrive de se sentir blessée lorsqu'elle est insultée par rapport à son apparence physique.
Elle est la première à maîtriser l'élément complémentaire de la Terre, le métal. Elle est également capable de détecter le mensonge en sentant les battements cardiaques de ses interlocuteurs grâce à son don.

### Iroh
Voix française : Marc Cassot
Frère aîné du Seigneur du Feu, général respecté et oncle de Zuko et d'Azula, il est destiné au départ à être le seigneur du feu, poste usurpé par son frère. Il est surnommé le Dragon de l'Ouest, car il aurait tué le dernier des dragons, bien qu'en réalité il l'ait laissé vivre tout en prétendant l'avoir tué pour que celui-ci vive en paix. Il assiège autrefois la capitale du Royaume de la Terre, Ba Sing Se et il fait un voyage dans le monde des esprits durant cette période. Il abandonne le siège lorsque son fils, Lu Ten, est tué. Définitivement changé par cet incident, il accompagne Zuko en exil, le considérant comme son propre fils. Il l'aide du mieux qu'il peut dans ses tentatives de capture de l'Avatar et il est aussi un sage professeur pour le jeune prince, qui est empli de rage et de haine. 
Après le siège du Pôle Nord, Ozaï considère que l'échec de cette bataille est encore une fois la faute d'Iroh, qui n'est pourtant qu'un simple conseiller du commandant principal, Zhao. Il décide donc de le ramener sur ses terres et de le garder à l'œil. Réalisant qu'ils ne pourront jamais retrouver leur honneur aux yeux de leur seigneur, Iroh et Zuko se rendent à Ba Sing Se en simples réfugiés, espérant y commencer une nouvelle vie. Iroh rêve d'avoir son propre salon de thé. Il a en effet une infinie passion pour ce breuvage aux multiples saveurs.

### Azula
Voix française : Olga Sokolow
Fille du Seigneur du Feu âgée de 14 ans, c'est une experte dans le maniement du Feu et de l'élément supérieur la Foudre. Après l'échec du siège du Pôle Nord, elle a été chargée par son père de ramener Zuko et Iroh jusqu'au territoire de la Nation afin qu'ils soient enfermés et ne causent plus aucun problème. Tyrannique commandante que rien n'arrête, elle échoue toujours dans sa tentative de capturer son frère et son oncle. Elle décide dès lors de faire main basse sur l'Avatar, pour recevoir tous les honneurs de cette prestigieuse victoire et les enlever à son frère. 
Elle forme une équipe avec ses amies d'enfance, Mai et Ty Lee et poursuit Aang et ses amis, tout en supervisant l'invasion du Royaume de la Terre. Mais dans le troisième livre, Mai et Ty Lee l'abandonnent et Azula se retrouve à se battre seule.
Azula se révèle être un personnage complexe, torturé, qui va sombrer dans la paranoïa. Dominante et ambitieuse, elle va finir par s'isoler en perdant ses deux amies, Mai et Ty Lee. Sa soif de pouvoir la dévore progressivement jusqu'à sa chute face à Katara.

## Personnages secondaires

### Appa
Voix française : Tio Neguro
Bison volant âgé de plus d'une centaine d'années, il est le moyen de transport principal d'Aang et de ses amis. Il a été enlevé par quelques maîtres du sable dans le désert Si Wong, puis par Long Feng, à Ba Sing Se il a été traumatisé par le feu. Il est délivré par Zuko. Appa étant le seul repère de Aang de son ancienne vie de maître de l'air, ce dernier le considère comme un véritable membre de sa famille, et va jusqu'à se mettre en état d'Avatar pour le retrouver. Appa était le dernier de son espèce encore vivant.

### Momo
Lémur volant qui a été adopté par Aang dans l'épisode Le Temple de l'air austral. Il est un peu différent des lémurs terrestres parce que ses ailes se plient dans ses bras comme celles d'une chauve-souris. Sa conduite ressemble davantage aux chats terrestres qu'à un lémurien actuel. C'est le dernier de son espèce.

### Suki
Voix française : Marie-Eugénie Maréchal puis Marie Tirmont
Guerrière de l'île Kyoshi. Elle se bat d'une façon particulière que l'avatar Kyoshi a développée et transmise à des personnes de son village (Kyoshi), il y a plus d'un siècle. Elle rencontre Sokka dans l'épisode 4 du premier Livre, puis réapparaît sous les traits d'une douanière dans l'épisode du passage du serpent, où elle suivra ses amis Aang, Sokka, Katara, Toph et d'autres voyageurs voulant se rendre à Ba Sing Se. Elle les suit afin de protéger Sokka, qu'elle aime depuis leur première rencontre. Elle a été confrontée à Azula et a soigné Appa avant d'être envoyée sur le Rocher Bouillant, la prison la plus sécurisée de la Nation du Feu. Lors de la rébellion, elle capture sans difficulté le directeur, permettant à elle et ses amis de s'échapper. Elle sort avec Sokka.

### Mai
Voix française : Marie-Eugénie Maréchal
Amie d'enfance et acolyte d'Azula, elle manie le lancer de poignards avec dextérité. Venant d'une riche famille de dignitaires de la Nation du Feu, elle a été habituée à ne jamais parler sans permission, et paraît pour cette raison toujours blasée. Très amoureuse de Zuko, elle n'hésite pas à trahir Azula lorsque celle-ci se lance dans une bataille fratricide. Dans le Livre 3, elle retrouve Zuko et peut enfin vivre son amour.

### Le Seigneur du Feu Ozaï
Voix française : Pascal Germain
Monarque absolu de la Nation du Feu et principal antagoniste de la série. Ozai est une personne agressive, dominatrice, impitoyable et est assoiffée de pouvoir. Il veut utiliser à nouveau la comète de Sozin (qui apparaît tous les 100 ans) pour porter un coup ultime et fatal aux autres nations. Il y a un siècle, peu après que Aang se retrouve involontairement emprisonné dans la glace, la comète fut utilisée par le Seigneur du Feu Sozin, grand-père d'Ozaï, pour porter un coup dévastateur aux autres nations, en premier lieu les Nomades de l'Air, ce qui explique la puissance actuelle de la Nation du Feu. Il est dit que la comète décuple la puissance des maîtres du feu, et que la Nation du Feu est indubitablement invincible et parvient à régner sans partage sur le monde. L'équilibre ne pourra plus jamais être rétabli, pas même par l'Avatar. C'est la raison pour laquelle Aang doit à tout prix arrêter Ozai avant le Solstice d'été, période du retour de la comète, tant que le monde peut être sauvé… Durant la série, il fait également usage de méthodes dures et cruelles, tout comme en faisant apprendre le respect à son fils Zuko en lui infligeant la souffrance et en le bannissant. Afin de parvenir à ses fins, il n'hésite pas non plus à enlever la vie de personnes qui s'opposent à sa tyrannie. À la fin de la série, il se couronne lui-même Le Roi Phénix, soit le maître absolu du monde, et lance l'offensive finale qui devra assurer sa victoire définitive. C'est durant cette offensive qu'il finit par perdre tous ses pouvoirs, lorsque Aang utilise sa maîtrise de l'énergie afin de le rendre impuissant.

### Roku
Avatar qui a précédé Aang. C'était un fils du Feu. Il guide Aang à travers des visions afin qu'il réussisse à vaincre le Seigneur du Feu. Il partage avec Sozin, son ami d'enfance devenu son plus dangereux adversaire, le statut d'arrière-grand-père de Zuko et Azula.

### Le roi Bumi
Voix française : Patrick Préjean puis Patrick Mancini
L'un des plus vieux amis de Aang, roi de la grande cité d'Omashu. Après avoir été enfermé lors de la prise de la ville par la Nation du feu, il est sur le point d'être libéré par Aang, lorsqu'il lui révèle qu'un grand maître de la terre serait quelqu'un qui sache écouter, observer et ensuite agir. Étant un des plus redoutables maîtres de la Terre, il s'évade sans difficulté lors de l'éclipse solaire, libérant par la même occasion sa ville des maîtres du feu réduits à l'impuissance. Il est membre du Lotus Blanc.    

### Jeaong Jeaong
Jeaong Jeaong est l'un des maîtres du feu les plus puissants de toute la série avatar. Au même titre que Iroh il est membre du lotus blanc et participera à la libération de Ba sing sae avec Iroh, Pakku, Piandaoh et le roi Bumi. Il est connu pour avoir été amiral de la Nation du feu mais il est le premier à l'avoir déserté il sera également le premier enseignant de la maîtrise du feu à Aang mais celui-ci s'enfuira après l'attaque de son ancien élève: l'amiral Zaoh

### Ty Lee
Voix française : Lucile Boulanger
Ancienne autre acolyte d'Azula, à l'origine artiste de cirque. Elle sait comment bloquer le Chi de ses adversaires par une simple pression sur certaines parties du corps. Sa maîtrise du corps à corps, ses talents d'acrobate et son sens de l'équilibre en font une adversaire de valeur. Elle est assez amusante mais, après une enfance où on s'occupait peu d'elle en raison du fait qu'elle avait six autres sœurs septuplées a un besoin constant d'attirer l'attention. Dans le livre 3, au lieu de laisser Azula attaquer Mai, elle l’immobilise et tente de fuir avec Mai. Hélas, elle est capturée et envoyée en prison. Dans le dernier épisode, elle réapparaît en pleine forme et annonce, à la surprise générale, qu'elle est devenue guerrière Kyoshi.

### Jet
Voix française : Axel Kiener
Rebelle à la tête d'une résistance clandestine réfugiée dans un camp en pleine forêt, il lutte aveuglément contre la Nation du Feu et ce même au prix de nombreuses vies innocentes. Ses parents ont été tués lors d'une attaque de la Nation du Feu sur son village. Il est inséparable de ses armes favorites, deux crochets du tigre. Il tombe amoureux de Katara. Plus tard, sur un bateau en route pour Ba Sing Se, il rencontre Zuko. Il meurt dans un épisode du livre 2 à la suite de graves blessures.

### Zhao
Voix française : Bernard Gabay
Amiral de la Nation du Feu. Recherchant lui aussi l'avatar, il est le commandant des forces menant l'assaut contre la Tribu de l'Eau du pôle Nord à la fin du premier livre (épisodes 19 et 20). Durant cette bataille, il tue l'esprit de la Lune et finit capturé par l'esprit de l'océan, disparaissant à jamais dans le Brouillard des âmes perdues. On le retrouve dans la Légende de Korra à l'épisode 13 du tome 2.

### Long Feng
Voix française : Pierre-François Pistorio
Chef et ambassadeur de la milice secrète de Ba Sing Se, le Dai-li, il est un homme fourbe et peu respectable. Long Feng a vécu dans une famille très pauvre pendant toute sa vie. Après plusieurs années de travail, Long Feng a réussi à devenir le Grand secrétaire du peuple de la Terre et de Ba Sing Se. Mais son plus grand rêve est de devenir le maître de Ba Sing Se. Avec le Dai-li, Long Feng a réussi à utiliser le roi comme une marionnette et gouverne la capitale. Toutefois, l'arrivée de Aang met son règne en danger. Il utilise Appa afin de faire partir Aang, mais il échoue et est emprisonné par le roi de la Terre. Il reprend espoir en apprenant que la princesse Azula est en ville. Avec Azula et sa milice, il fait un coup d'État contre le roi et le Conseil des cinq. Il se rend à Azula, après que celle-ci ai pris le pouvoir, et que le Dai-Li l'a trahi pour rejoindre la princesse de la Nation du feu.

### Kyoshi
Voix française : Olga Sokolow puis Marie-Eugénie Maréchal
Avatar qui précéda l'Avatar Roku. Kyoshi est née sur les côtes du Royaume de la Terre. C'est elle qui tua Chin, grand général qui désirait régner sur la totalité du continent. C'est lors de ce combat que Kyoshi, grâce à ses extraordinaires aptitudes d'Avatar, sépara sa terre natale du reste du Royaume de la Terre. Les habitants, reconnaissants que l'Avatar les ait protégés de la convoitise belliqueuse de Chin le Conquérant, baptisèrent cette île Kyoshi. Femme à la carrure impressionnante, elle vécut près de 230 ans.

### L'Homme explosif
Chasseur de primes qui fut payé par Zuko, dans le livre 3, pour éliminer Aang, l'Homme explosif, surnom donné par Sokka, est un des plus dangereux adversaires qu'Aang aura croisés. Par un œil sur son front, il lance un jet de feu, ressemblant beaucoup à un tir de canon. Il poursuivra Aang jusqu'à l'épisode Le temple de l'air de l'ouest où il mourra après s'être fait exploser accidentellement à cause du boomerang de Sokka.

### Kuruk
Voix française : Pierre-François Pistorio
Kuruk est un Avatar succédant à l'Avatar Yangchen et précédant l'Avatar Kyôshi. C'est un maître de l'eau qui eut à combattre l'esprit Koh, le voleur de visages qui lui a volé le visage de sa bien-aimée.

### Yangchen
Voix française : Véronique Augereau
Yangchen est un Avatar qui précède l'Avatar Kuruk. C'est une maître de l'air.

### Gyatso
Voix française : Patrick Préjean
C'est un maître de l'air qui était le professeur et l'ami d'Aang. Il fut tué lors du Génocide des nomades de l'air, Aang retrouva son corps cent ans plus tard.

### Fang
Fang était le dragon de Roku. Il apparaît sous forme de fantôme à Aang.

### Le Roi de la Terre Kuei
Voix française : Patrick Mancini
C'est l'actuel roi du Royaume de la Terre à l'époque de la série. Il était manipulé par Long Feng et ignorait totalement l’existence de la guerre contre la Nation du feu, restant constamment enfermé dans son palais de Ba Sing Se.

### Kanna
Voix française : Marie-Martine
Kanna a 80 ans et habite le village de la Tribu de l'Eau du Pôle Sud. C'est la grand-mère de Katara et Sokka et leur gardienne depuis la mort de leur mère, tuée lors d'une attaque de la Nation du Feu, et le départ de leur père Hakoda pour la guerre. Kanna est mieux connue sous le nom de Mabouba (Gran Gran, dans la version anglaise de la série). À la grande surprise de Katara et son frère, Kanna fut demandée en mariage par le grand maître de l'Eau de la Tribu du Pôle Nord, Pakku. Toutefois, elle ne l'a jamais épousé.

### Hama
Voix française : Véronique Augereau
Hama est une vieille femme de 80 ans, originaire de la Tribu de l'Eau du Pôle Sud. C'est une ancienne amie de Kanna, la grand-mère de Sokka et Katara, et une maître de l'Eau. Elle est la seule maître de l'Eau de la Tribu du Pôle Sud en vie, exception faite de Katara. Elle fut capturée par la Nation du Feu lors de l'une de leurs incursions dans le Pôle Sud. Gardée captive et torturée pendant plusieurs dizaines d'années, Hama a développé la maîtrise du sang, c'est-à-dire commander l'eau dans le corps d'un autre individu, afin de s'échapper en manipulant ses gardiens. Sous ses traits de paisible vieille femme et son rôle d'aubergiste, Hama peut sembler avoir trouvé la paix mais, en réalité, elle nourrit une haine démentielle envers tous les citoyens de la Nation du Feu et emploie tous les moyens pour leur faire payer ses années de tourments.

### Yue
Yue est la princesse de la Tribu de l'Eau du Pôle Nord. Lorsque Sokka la rencontre, il tombe immédiatement sous son charme heureusement elle n'a pas voulue se marier avec Hahn qui n'était pas l'élu de son coeur. Ils passent quand même beaucoup de temps ensemble, pendant lequel elle lui révèle que c'est l'esprit de la Lune qui lui a donné la vie quand elle était bébé (d'où la couleur blanche de ses cheveux). Elle se sacrifie pour redonner vie à l'esprit de la Lune tué par Zhao à la fin de la saison 1. Par la suite Sokka la voit apparaître quelquefois en regardant la Lune (ce qui le fait se sentir coupable d'être attiré par Suki).

### Hakoda
Voix française : Pascal Germain puis Patrice Baudrier
Hakoda est le père de Sokka et Katara. Il est parti combattre la Nation du Feu avec les guerriers de la Tribu de l'Eau du Pôle Sud. Il participe à l'offensive le jour de l'éclipse et décide de rester en arrière pour permettre à ses enfants de fuir. Sokka le délivre en même temps que Suki de la prison du Rocher Bouillant.

### Kya
Voix française : Véronique Augereau
Kya est la mère de Katara et Sokka et la femme d'Hakoda. Elle est tuée lors d'un assaut de la Nation du Feu quand Katara et Sokka étaient plus jeunes. Dans la saison 3, Katara part avec Zuko pour se venger de la mort de sa mère. Elle apprend alors que sa mère s'est sacrifiée en pensant n'être que capturée, car la Nation du Feu recherchait la dernière maître de l'eau du pôle du Sud : elle s'était alors accusée pour sauver sa fille.

### Haru
Voix française : Axel Kiener
Haru  est un jeune maître de la terre que rencontrent Aang, Katara et Sokka. Il se fait capturer et emprisonner sur un plateforme métallique car la maîtrise de la terre est interdite. Se sentant fautive, Katara infiltre la prison et motive les prisonniers pour qu'ils se révoltent. La révolte réussit avec l'aide d'Aang. Par la suite, il participa à l'offensive le jour de l'éclipse et fit partie des jeunes réussissant à s'enfuir sur le dos d'Appa.

### Pabu
Voix américaine : Dee Bradley Baker
Furet de feu qui est la mascotte de l'équipe des maîtres-pro. Pabu est apte à effectuer de nombreuses facéties et numéros de cirque que Bolin lui a appris.

### Le vendeur de choux
Ce personnage, citoyen du royaume de la terre, apparaît quelquefois comme un running gag de la série : transportant avec lui sur une charrette des choux qu'il veut vendre, ces derniers sont systématiquement détruits, parfois par les autorités du royaume de la terre, parfois à cause de Aang et ses amis, et il se lamente bruyamment sur la perte de ses choux. Après la fin de la guerre de 100 ans, il ouvre un restaurant dans la ville qui devient la Cité de la République de l'époque de Korra et où il s'associe avec la première compagnie industrielle du royaume de la terre, on retrouve d'ailleurs son descendant à la tête de sa compagnie dans la Légende de Korra, et une statue représentant le vendeur de choux est érigée juste devant le siège de la compagnie.

### Sources
- "The Best Side Characters from the World of Avatar" geek.com,
- "Avatar: The 15 Most Powerful Characters (And The 15 Weakest)" The Gamer,
- "The 20 Best Characters From The Avatar Universe" Paste Magazine,
- "The Top 10 Characters from Avatar: The Last Airbender" Earn this